# 여해진역
여해진역(汝海津驛)은 조선민주주의인민공화국 함경남도 단천시에 있는 철도역이다. 여해진역에서 단천시 금골동 금골청년역을 잇는 총 연장 63.2km의 금골선이 본 역에서 평라선과 분기한다.

## 연혁
- 1924년 10월 11일: 영업 개시[1]